# Ulrica Leonor de Dinamarca
Ulrica Leonor de Dinamarca (Copenhague, 11 de septiembre de 1656-Karlberg, 26 de julio de 1693). Reina de Suecia, esposa del rey Carlos XI. Hija del rey Federico III de Dinamarca y de Sofía Amalia de Brunswick-Luneburgo.

## Biografía
Ulrika Eleonora d.a. (escribió Ulrika Eleonore; su apodo parece haber sido Eleonora, sin embargo), nació en Copenhague el 11 de septiembre de 1656 como hija del rey danés Federico III y su esposa Sofía Amalia de Luxemburgo. Ya en 1675, el embajador sueco Nils Brahe hizo la solicitud de Karl XI de la mano de Ulrika Eleonora. La reina viuda, Sofía Amalia, apoyó la propuesta, pero Kristian V, el hermano de Ulrika Eleonora y el entonces rey de Dinamarca, quien primero dio su consentimiento, reanudó esto poco después de que estallara la guerra de Skåne. En ese momento, sin embargo, los votos de la boda ya habían concluido, y los regalos ceremoniales de dichos votos, incluido el anillo de compromiso, fueron intercambiados. Ulrika Eleonora se consideraba todavía fiel y se negaba a aceptar cualquier otra propuesta de matrimonio.
Ulrika Eleonora debía haber tenido una buena idea del, en ese entonces, joven Carlos XI, y se negó durante la guerra a romper la promesa, a pesar de recibir muchas otras ofertas. Entre los candidatos matrimoniales propuestos para ella estaban Wilhelm de Orange y el sacro emperador romano-germánico, Leopoldo I, y entre los propuestos para Karl estaban Sofía Dorotea de Celle, María Anna Josefa de Austria y Anna de Gran Bretaña. Durante la guerra, se ocupó de los prisioneros de guerra suecos en Dinamarca y recolectó comida, ropa de cama y medicinas para ellos vendiendo sus propias pertenencias para conseguir dichos artículos, incluido su anillo de bodas. También evitó participar en las fiestas organizadas para celebrar las victorias sobre Suecia durante la guerra.
En relación con las negociaciones de paz en Lund. En 1679, se reanudó la cuestión del matrimonio entre Carlos y Ulrica Leonora, y los enviados suecos y daneses firmaron una decisión el 26 de septiembre de 1679. Axel Wachtmeister fue enviado a Copenhague para completar las negociaciones, y Johan Gyllenstierna fue enviado con una misión formal para llevar a Ulrica Leonora a Suecia. En una de las muchas festividades públicas celebradas para celebrar la boda, el nombre de ella y el de Karl fueron escritos en el cielo con fuegos artificiales. En ese momento, alguien comentó que aquel cuyo nombre se extinguiera primero moriría primero, y cuando su nombre se extinguió antes que el de su esposo, dijo: "Ojalá la señal fuera verdadera, y todo Dios quiera alejarme de la pena de sobrevivir a mi compañero".
Ulrika Eleonora fue popular en Dinamarca por su misericordia. En la despedida de su hermano Cristian V en Fredriksborg, ella dijo que no creía que se volverían a encontrar, pero: "Dado que ahora se me considera una garantía de paz entre Dinamarca y Suecia, le pido gracia a Dios para poder cumplir una provisión tan maravillosa; para que mi conducta pueda ayudar a eliminar toda enemistad entre estos dos pueblos y, en su lugar, unirlos en la amistad y confianza eternas". La acompañaron su madre y hermanas a Helsingör. Solo su hermana Fredrika Amalia la siguió a través del estrecho, pero se despidió inmediatamente después del ascenso. Cuando salió de Helsingör para su partida a Suecia el 4 de mayo, le dijo a la multitud reunida para decir adiós: "¡Gracias! ¡Muchas gracias! De ahora en adelante, que en Dinamarca también sea yo recordada con la misma ternura, y que Dios me conceda la gracia de vivir de esa manera, que en la última separación (muerte) pueda ser seguida por el amor de mis súbditos".

## Matrimonio
Este matrimonio fue un enlace en la política escandinava de Johan Gyllenstierna. El contrato de matrimonio fue firmado por Karl XI el 6 de febrero de 1680. El rey quería posponer el matrimonio, pero Johan Gyllenstierna tomó a la novia cuando regresó a Suecia después de completar las negociaciones, y el 4 de mayo de 1680 Ulrika Eleonora arribó a Helsingborg, donde fue recibida al compás de un saludo de cañón por la reina viuda y la corte sueca acompañada de la nobleza local. Luego siguió a Hedvig Eleonora a través de Skillinge hasta el castillo de Skottorp , donde se encontraron con Karl XI.
Inicialmente la boda se llevaría a cabo en Halmstad, pero para evitar al embajador francés Feuquières, quien insistió en querer unirse, se decidió que la boda debería tener lugar en forma tranquila en el castillo de Skottorp, perteneciente al canciller Frantz Örnestedt, en presencia de unos pocos allegados, el 6 de mayo de 1680. Ambos estaban vestidos con tela plateada.
El matrimonio fue justo cuando la época dictaba un matrimonio políticamente motivado, que simbolizaría la paz recién alcanzada entre Dinamarca y Suecia. El 12 de mayo, la corte abandonó Halmstad, después de lo cual Ulrica Leonora y la corte viajaron a través de Jönköping a Örebro , donde fueron recibidos nuevamente por Karl XI, quien luego los llevó a Kungsör. Al principio Carlos XI estuvo decepcionado y preguntó a Johan Gyllenstierna si no podría haberle dado una esposa más hermosa, a lo que debería haber recibido como respuesta: "Su Majestad pronto descubrirá que dentro de ella se encuentra un ángel".

### La coronación de Ulrica Leonor
Cuando Ulrika Eleonora llegó a Suecia y la boda había tenido lugar, tuvo que esperar varios meses antes de poder hacer su entrada oficial a la capital. Durante el otoño, tenía lugar un parlamento, que quería terminar primero. Por lo tanto, la reina estuvo varios meses en varios lugares de la capital, incluido Jakobsdal (ahora Ulriksdal) en las afueras de Estocolmo. Cuando el Riksdag terminó en noviembre, finalmente fue hora de que la Reina ingresara a la ciudad antes de la coronación. Se invirtió mucho más en la coronación de lo que se hizo en la boda a principios de ese año. A pesar de las malas finanzas del país, sería muy costoso. La princesa danesa Ulrika Eleonora sería coronada reina de Suecia en la Gran Iglesia de Estocolmo. La coronación representaría los deberes de una esposa casada y una reina junto a su esposo. La reina aseguraría el futuro del reino al dar a luz herederos del mundo. De esta manera, ella tuvo un papel decisivo en asegurar las continuas posesiones de poder del poder real.
Sin embargo, en 1680, Ulrika Eleonora era una reina recién casada y sin hijos que se mostraría a su nueva gente. Las fachadas de las casas a lo largo de su camino habían sido adornadas con telas y papel tapiz. También se han erigido varios monumentos temporales a lo largo del camino de la procesión de coronación. Varios miles de personas participaron en la procesión de entrada. La propia Reina fue en medio de la procesión en un magnífico carro adornado en oro y plata, tirado por seis caballos. Después de su carro siguió el carro del rey y la carroza de la reina viuda Hedvig Eleonora. Sin embargo, estos carros estaban vacíos, ya que el rey y la reina viuda estaban esperando en el palacio real. La procesión llegó a la ciudad desde el norte, desde Jakobsdal a través de Stallmästargården y a través de la puerta de aduanas del norte. Se habían construido puertas triunfales de madera, tela y cartón, con símbolos y textos en latín que de diferentes maneras describían las virtudes y cualidades de la reina. La vigilancia, la prudencia, la paciencia, la sinceridad y la piedad fueron las virtudes importantes que darían al reino y a la reina paz, singularidad, bienestar y honor. Dentro de la ciudad, en Barnhuset (actualmente Drottninggatan), se había erigido una decoración en forma de pirámide sobre el tema de Mons pietatis, Fromhetens berg (La montaña de la piedad). En lo alto de la pirámide se erguía la piedad en forma de mujer vestida de blanco. Las niñas habían sido vestidas para personificar diversas virtudes, como el uniforme (concordia), la precisión (diligentia), la diligencia (industria), la castidad (castitas) y la humildad (humilitas). Norrbro encontró otra puerta triunfal con virtudes y sentimientos dirigidos a la Reina. Cuando la procesión llegó al castillo, la reina se levantó de su carro y fue recibida por su suegra, la viuda reina Hedvig Eleonora. Condujo a la joven reina a los escalones del salón nacional donde estaba el rey para recibir a su esposa.
Al día siguiente, el 25 de noviembre, llegó el momento más destacado, la ceremonia de coronación en sí. La procesión fue desde el castillo hasta la Gran Iglesia, el camino estaba cubierto de tela roja. Tanto el rey como la reina asistieron esta vez, al igual que sus regalías llevadas del castillo a la iglesia. Cuatro gobernantes llevaban las cuatro insignias del rey, mientras que el rey mismo llevaba la corona en la cabeza (ya que ya estaba coronado). Otros tres consejeros llevaban las insignias de la reina, la manzana, la aguja y la corona. La reina caminaba bajo un cielo de tela. acompañado por Magnus Gabriel de la Gardie y Sten Bielke. Ulrika Eleonora fue recibida por los obispos en la puerta de la iglesia y entró. El rey y la reina estaban sentados en el coro donde se establecieron dos tronos. Las insignias de la reina se colocaron en el altar mientras el rey sostenía la aguja y la manzana en cada mano. El arzobispo celebró la ceremonia. La reina fue conducida al altar y recibió la coronación sobre sus hombros. Ella fue ungida con aceite sagrado, que fue el momento de la coronación que la elevó al estatus de reina. Luego se sentó en el trono plateado que estaba en el altar y recibió las insignias una por una. Los saludos se apoderaron de la ciudad y luego todos los asistentes a la boda se fueron y regresaron al castillo en procesión. Ahora la propia reina vestía la indumentaria como un signo de su nueva dignidad.

### Reina
Ulrika Eleonora es descrita como piadosa, religiosa, gentil y caritativa. A través de estas cualidades se hizo popular entre muchos. Su apariencia se describe como agradable sin ser hermosa; ella era simple y digna. Ella debe haber sido inteligente e interesada en la lectura y el arte, especialmente la pintura. Provocó una buena impresión en su entorno a su llegada a Suecia. En un viaje entre Kungsör y Strömsholm antes de su primera llegada a Estocolmo, el barco del rey, Carolus golpeó una roca en el lago Mälaren entre Köping y Kungsör. El bote estaba a punto de hundirse, pero ella calmó el pánico con las palabras: "¡Aun así, no lloren! ¡Si morimos, es la voluntad de Dios, y la voluntad de Dios se hará!".
A su llegada, recibió su propia corte y un gran estilo de vida, sin embargo, por su propia iniciativa hizo muchas restricciones con el argumento de que no quería afectar significativamente los fondos del estado, y también explicó que, además, no había querido su propia corte, sino que había preferido para compartir el de su esposo. Se le asignó la oportunidad de decidir sobre los gastos de su persona, pero se abstuvo de administrarla ella misma y confió su cuidado a la administración del rey. Cuando el embajador danés Jens Juel, a quien se le asignó la tarea de cuidar de sus intereses, le advirtió que estaba yendo demasiado lejos en su autosacrificio y entregando su propia libertad, ella respondió: "No quiero nada más que lo que es correcto y barato. El rey y sus funcionarios no se opondrían a mis deseos sin dañar su reputación. Por lo demás, espero, todas estas acciones tendrán efecto a favor de Dinamarca en las próximas negociaciones". Ella envió a casa todo su cortejo original compuesto por daneses, explicando que no necesitaba más ayuda de Dinamarca sino de su esposo y los ministros de este.
Ulrica Leonora carecía de toda influencia política: su esposo prefería hablar de política con su madre en lugar de con su esposa. Pero no hay evidencia, sin embargo, de que él la hubiera despedido con la cita citada con frecuencia: "He tomado una reina para dar a luz hijos, no para aconsejarme en mi regimiento".
Su matrimonio se describe como feliz, pero no estaba de acuerdo con su suegra, la reina viuda Eduviges Leonora. Las disputas y el disgusto de la reina viuda por todo lo danés se citan como razones para disentir. Gran parte del conflicto se fundó además en que sus familias eran enemigas hereditarias en el comportamiento del esposo. Los orígenes del conflicto entre Ulrika Eleonora y Hedvig Eleonora provienen de la disputa sobre su llegada a Suecia. Cuando iban a subirse al carro juntos después de la ceremonia de bienvenida en Helsingborg, Hedvig Eleonora dejó el lugar con el estatus más alto, es decir, a la derecha, a Ulrika Eleonora. Sin embargo, esta eligió sentarse de espaldas al conductor para mostrar respeto. Después de esto, Eduviges Leonora eligió el rango más importante en todos los contextos, como sentarse junto a Karl en las solemnidades de la corte, recibir enviados extranjeros después del rey antes de Ulrika Eleonora y hacer que se lea su nombre en la oración de la iglesia inmediatamente después de Carlos. Karl XI se puso del lado de su madre en la disputa, como cuando él mismo dejó en claro sus favoritismos al visitar a su madre primero y a su esposa después. Finalmente, también estableció un protocolo judicial formal, en el que su madre recibió el primer estatus antes que su esposa. Esto se justificó por el hecho de que Hedvig Eleonora no solo era la madre del rey, sino también la exregente del reino. Además, se argumentó que la propia madre de Ulrika Eleonora en Dinamarca, como reina viuda, afirmó tener un lugar en el rango antes que su nuera. 
A nivel personal, Ulrica Leonora tampoco estaba de acuerdo con su suegra. A Hedvig le gustaban los juegos en los que se esperaba que Ulrika Eleonora participara. Era una mala jugadora y perdió grandes sumas que tenía la intención de usar para sus proyectos filantrópicos. En un momento, se negó a mostrarle a la suegra los afectos ceremoniales con las palabras: "No puedo humillarme a las caricias falsas", y en otro momento llamó a su suegra como "El demonio en mi matrimonio".
El conflicto finalmente terminó en la primavera de 1686. En julio de este año, cuando el rey estaba en una gira de inspección, Ulrika Eleonora salió de Estocolmo y se instaló con los niños en el castillo de Uppsala , donde declaró su deseo de quedarse no solo durante el verano, sino también en otoño, más tiempo después del nacimiento esperado. La razón fue la insatisfacción con el rey y la reina viuda, quienes luego viajaron juntos por el país. Karl y Hedvig Eleonora la visitaron allí en agosto e intentaron en vano convencerla de que volviera. Solo en septiembre, después de que Hedvig Eleonora la visitara sola, fue persuadida de regresar a Estocolmo. Ella contactó al pastor principal más tarde ese año Samuel Wiraenius y le pidió que mediara. Ella le pidió que descubriera cómo el rey motivó su negativa a cumplir con sus obligaciones hacia ella, algo que él y su madre dijeron que no tenían que justificar, y que él revelara los errores que Carlos y su madre habían cometido con ella. Sin embargo, no se sabe nada más sobre este conflicto.
Sin embargo, Karl XI más tarde mostró la confianza que le dio a Ulrika Eleonora en 1690 dándole un lugar en la posible custodia del hijo. También le afligió profundamente cuando, después de una larga enfermedad, Ulrica murió en el castillo de Karlberg el 26 de julio de 1693. Carlos dijo: "Aquí dejo la mitad de mi corazón". Esto fue percibido como una condena de conciencia y remordimiento por la falta de amor que mostró durante su vida.
Ulrika Eleonora fue muy activa en la caridad. Su caridad fue administrada principalmente por su camarera danesa Sophia Amalia Marschalk y la directora de la escuela, Maria Elisabeth Stenbock. Se estima que siete octavos de su mantenimiento fueron a caridad. Ella también vendió sus propias pertenencias para financiar su negocio. Ella apoyó a las víctimas de la reducción y compró muchas cosas a quienes tenían sus propiedades confiscadas, y luego devolvió los artículos como regalos. Esto se hizo al menos en parte con la aprobación silenciosa del Karl XI. Donó 6000 monedas a los heridos por el fuego después del incendio de Estocolmo en 1686, y también compró granos para aliviar la hambruna cuando varios desembarcos se vieron afectados por la desnutrición: como Finlandia 1687, Estonia 1688, Dalarna 1691 e Ingermanland. 
Ulrika Eleonora no solo proporcionó ayuda temporal, sino que también estableció cimientos duraderos , a saber, una casa pobre en Kungsholmen , la llamada Casa de la Reina en la Iglesia de Juan, construida después del incendio en 1686, y una casa para niños en Karlberg. Tal vez el orfanato estaba en relación con ese paisajístico llamada " escuela de fondo", en el que el 1680-1690 tejida fondo de pantalla , algunos de los cuales todavía están en la colección real. Drottninggatan en Estocolmo recibió su nombre después de su entrada en la ciudad en 1680. También proporcionó a un gran número de personas a través del mantenimiento de su fortuna privada: en 1693 tenía 17 000 de esos beneficiarios. Entre ellos, a menudo había conversos de otras religiones y personas sujetas a persecución religiosa, como los hugonotes de Francia. También pagaba regularmente facturas médicas para los pobres de Estocolmo.
Ulrika Eleonora encargó a Johan von Hoorn y Urban Hjärne en 1682 que organizaran el arte sueco del parto, que luego buscaba otros países a ese respecto, pero el proyecto se interrumpió a su muerte y nunca se completó. Su organización benéfica era tan conocida que recibió solicitudes de todo el país. Su última acción fue un apoyo a un mendigo debilitado y su familia, un pago emitido el 21 de julio de 1693; cinco días antes de su muerte. Dado que su salud a partir de 1688 se debilitó cada vez más, rara vez pudo participar en distracciones y representaciones externas, pero llevó una vida retraída, principalmente en Kungsör y el castillo de Karlberg.: un viaje que había planeado para visitar a su familia en Dinamarca ese año tuvo que ser cancelado. La educación y el cuidado de los niños pasó a ocupar la mayor parte de su tiempo. Ulrika Eleonora tuvo siete hijos, de los cuales solo tres, el príncipe Karl (más tarde Karl XII) y las princesas Hedvig Sofia y Ulrika Eleonora, le sobrevivieron.

### Muerte y secuelas
Alrededor de 1690 Ulrika Eleonora sufrió una enfermedad no diagnosticada, que se consideró fatal y la llevó a pasar más y más semanas en la cama. Desde la primavera de 1693 ya no podía caminar. Los doctores prescribieron viajes a los baños calientes en Alemania, pero Ulrika Eleonora solo respondió que ella estaba tanto en manos de Dios en Suecia como en Alemania, y en su lugar dio los respetos a los pobres.
En el momento de su muerte, les pidió a sus hijos que no fueran mezquinos sino que pensaran que existían para los demás y que usaran su posición con buenos propósitos, para evitar adulaciones y orgullo, que nunca confiaran en los chismes y, si lo escuchaban, llama al que es despreciado y cree en su explicación como la verdadera. Su último deseo había sido que su esposo mostrara gentileza, especialmente hacia las víctimas de la reducción. Ella debió haber enumerado a todas las víctimas de la reducción que podía recordar, y por cada vez que le pidió que mostrara amabilidad a esa persona con las palabras: ¿loben Sie mir das? También solicitó que se hiciera sencillo el funeral y que el dinero sobrante fuera para los pobres.
A su muerte, la condesa De la Gardie comentó : "No creo que ninguna persona real haya llorado tanto como SM. Aquí hay un llanto y un grito general, y todas las personas lloran, de modo que en toda la ciudad apenas hay un paño negro viejo más para comprar". 
Hay una vieja leyenda famosa sobre su lit-de-parade. Cuando Ulrika Eleonora murió en el castillo de Karlberg, fue visitada por su amante principal, Maria Elisabet Stenbock, quien ingresó en la habitación para despedirse de sus sobrevivientes en soledad. El capitán en servicio Stormcrantz declaró que luego miró por el ojo de la cerradura y que había visto a Stenbock y Ulrika Eleonora parados en la ventana y hablando entre ellos. Al mismo tiempo, Capricornio y el carro que ella había traído. Stormcrantz se sorprendió tanto de la vista que comenzó a toser sangre y poco después murió. Cuando se investigó el asunto, se descubrió que Stenbock no podría haber hecho tal visita, porque en ese momento ella misma estaba gravemente enferma en Estocolmo: murió poco después. Karl XI ordenó que esta historia no se mencionara más.
A pesar de sus deseos, el funeral fue muy lujoso. Sin embargo, Carlos XI pagó la misma cantidad que los costos del funeral a los pobres. Guardó dos años de duelo en la corte pública. Cuando los dos años expiraron en 1695, fue presionado desde muchas direcciones para casarse, y se propusieron miembros de las dinastías gobernantes de Württemberg, Mecklenburgo-Güstrow, Eisenach y Bayreuth. Sin embargo, se negó a contraer matrimonio nuevo. Ulrika Eleonora ha recibido en la historia sueca una muy buena imagen, un ejemplo ejemplificado por la historia de las palabras de Frans Ferdiand Carlson: "rara vez una criatura más bella adorna el trono de un rey. Pensó en todos menos en ella".
Tuvo siete hijos, pero únicamente tres le sobrevivirían:
1. Eduviges Sofía (1681-1708), esposa del Duque Federico IV de Holstein-Gottorp.
2. Carlos (1682-1718), Rey de Suecia (1697-1718).
3. Gustavo (1683-1685).
4. Ulrico (1684-1685).
5. Federico (1685-1685).
6. Carlos Gustavo (1686-1687).
7. Ulrica Leonor (1688-1741), Reina electa de Suecia (1719-1720), esposa del Landgrave Federico de Hesse-Kassel

## Antepasados
| \| \| \| \| \| \| \| \| \| \| \| \| \| \| \| \| \| \| \| \| 16. Rey Christian III de Dinamarca y Noruega \| \| \| \| \| \| \| \| \| \| \| \| \| \| \| \| \| \| \| \| \| \| \| \| \| \| \| \| \| \| \| \| \| \| \| \| \| \| \| \| \| \| \| \| \| \| \| \| \| \| \| \| \| \| 8. Rey Federico II de Dinamarca \| \| \| \| \| \| \| \| \| \| \| \| \| \| \| \| \| \| \| \| \| \| \| \| \| \| \| \| \| \| \| \| \| \| \| \| \| \| \| \| \| \| \| \| \| \| \| \| \| \| \| \| \| \| 17. Reina Dorothea de Sajonia-Lauenburgo \| \| \| \| \| \| \| \| \| \| \| \| \| \| \| \| \| \| \| \| \| \| \| \| \| \| \| \| \| \| \| \| \| \| \| \| \| \| \| \| \| \| \| \| \| \| \| \| \| \| \| \| \| \| 4. Rey Cristian IV de Dinamarca \| \| \| \| \| \| \| \| \| \| \| \| \| \| \| \| \| \| \| \| \| \| \| \| \| \| \| \| \| \| \| \| \| \| \| \| \| \| \| \| \| \| \| \| \| \| \| \| \| \| \| \| \| \| 18. Duque Ulrich III, de Mecklenburgo-Güstrow \| \| \| \| \| \| \| \| \| \| \| \| \| \| \| \| \| \| \| \| \| \| \| \| \| \| \| \| \| \| \| \| \| \| \| \| \| \| \| \| \| \| \| \| \| \| \| \| \| \| \| \| \| \| 9. Princesa Sophie de Mecklenburgo-Güstrow \| \| \| \| \| \| \| \| \| \| \| \| \| \| \| \| \| \| \| \| \| \| \| \| \| \| \| \| \| \| \| \| \| \| \| \| \| \| \| \| \| \| \| \| \| \| \| \| \| \| \| \| \| \| 19. Princesa Elizabeth de Dinamarca \| \| \| \| \| \| \| \| \| \| \| \| \| \| \| \| \| \| \| \| \| \| \| \| \| \| \| \| \| \| \| \| \| \| \| \| \| \| \| \| \| \| \| \| \| \| \| \| \| \| \| \| \| \| 2. Rey Federico III de Dinamarca \| \| \| \| \| \| \| \| \| \| \| \| \| \| \| \| \| \| \| \| \| \| \| \| \| \| \| \| \| \| \| \| \| \| \| \| \| \| \| \| \| \| \| \| \| \| \| \| \| \| \| \| \| \| 20. Elector Juan George de Brandemburgo \| \| \| \| \| \| \| \| \| \| \| \| \| \| \| \| \| \| \| \| \| \| \| \| \| \| \| \| \| \| \| \| \| \| \| \| \| \| \| \| \| \| \| \| \| \| \| \| \| \| \| \| \| \| 10. Elector Joaquin Federico de Brandeburgo \| \| \| \| \| \| \| \| \| \| \| \| \| \| \| \| \| \| \| \| \| \| \| \| \| \| \| \| \| \| \| \| \| \| \| \| \| \| \| \| \| \| \| \| \| \| \| \| \| \| \| \| \| \| 21. Electora Sofía de Liegnitz \| \| \| \| \| \| \| \| \| \| \| \| \| \| \| \| \| \| \| \| \| \| \| \| \| \| \| \| \| \| \| \| \| \| \| \| \| \| \| \| \| \| \| \| \| \| \| \| \| \| \| \| \| \| 5. Princesa Anne Catherine de Brandemburgo \| \| \| \| \| \| \| \| \| \| \| \| \| \| \| \| \| \| \| \| \| \| \| \| \| \| \| \| \| \| \| \| \| \| \| \| \| \| \| \| \| \| \| \| \| \| \| \| \| \| \| \| \| \| 22. Magrave Juan I de Brandeburgo-Küstrin \| \| \| \| \| \| \| \| \| \| \| \| \| \| \| \| \| \| \| \| \| \| \| \| \| \| \| \| \| \| \| \| \| \| \| \| \| \| \| \| \| \| \| \| \| \| \| \| \| \| \| \| \| \| 11. Electora Catalina de Brandeburgo-Küstrin \| \| \| \| \| \| \| \| \| \| \| \| \| \| \| \| \| \| \| \| \| \| \| \| \| \| \| \| \| \| \| \| \| \| \| \| \| \| \| \| \| \| \| \| \| \| \| \| \| \| \| \| \| \| 23. Princesa Catherine de Brunswick-Wolfenbüttel \| \| \| \| \| \| \| \| \| \| \| \| \| \| \| \| \| \| \| \| \| \| \| \| \| \| \| \| \| \| \| \| \| \| \| \| \| \| \| \| \| \| \| \| \| \| \| \| \| \| \| \| \| \| 1. Reina Ulirica Leonor de Suecia \| \| \| \| \| \| \| \| \| \| \| \| \| \| \| \| \| \| \| \| \| \| \| \| \| \| \| \| \| \| \| \| \| \| \| \| \| \| \| \| \| \| \| \| \| \| \| \| \| \| \| \| \| \| 24. Duque Ernesto I de Brunswick-Lüneburg \| \| \| \| \| \| \| \| \| \| \| \| \| \| \| \| \| \| \| \| \| \| \| \| \| \| \| \| \| \| \| \| \| \| \| \| \| \| \| \| \| \| \| \| \| \| \| \| \| \| \| \| \| \| 12. Duque Guillermo de Brunswick-Lüneburgo \| \| \| \| \| \| \| \| \| \| \| \| \| \| \| \| \| \| \| \| \| \| \| \| \| \| \| \| \| \| \| \| \| \| \| \| \| \| \| \| \| \| \| \| \| \| \| \| \| \| \| \| \| \| 25. Princesa Sophie de Mecklenburgo-Güstrow \| \| \| \| \| \| \| \| \| \| \| \| \| \| \| \| \| \| \| \| \| \| \| \| \| \| \| \| \| \| \| \| \| \| \| \| \| \| \| \| \| \| \| \| \| \| \| \| \| \| \| \| \| \| 6. Duque Jorge de Brunswick-Lüneburgo \| \| \| \| \| \| \| \| \| \| \| \| \| \| \| \| \| \| \| \| \| \| \| \| \| \| \| \| \| \| \| \| \| \| \| \| \| \| \| \| \| \| \| \| \| \| \| \| \| \| \| \| \| \| 26. Duque Cristian de Schleswig y Holstein (=16) \| \| \| \| \| \| \| \| \| \| \| \| \| \| \| \| \| \| \| \| \| \| \| \| \| \| \| \| \| \| \| \| \| \| \| \| \| \| \| \| \| \| \| \| \| \| \| \| \| \| \| \| \| \| 13. Princesa Dorothea de Dinamarca \| \| \| \| \| \| \| \| \| \| \| \| \| \| \| \| \| \| \| \| \| \| \| \| \| \| \| \| \| \| \| \| \| \| \| \| \| \| \| \| \| \| \| \| \| \| \| \| \| \| \| \| \| \| 27. Princesa Dorothea de Dinamarca (=17) \| \| \| \| \| \| \| \| \| \| \| \| \| \| \| \| \| \| \| \| \| \| \| \| \| \| \| \| \| \| \| \| \| \| \| \| \| \| \| \| \| \| \| \| \| \| \| \| \| \| \| \| \| \| 3. Princesa Sophie Amalie de Brunswick-Lüneburgo \| \| \| \| \| \| \| \| \| \| \| \| \| \| \| \| \| \| \| \| \| \| \| \| \| \| \| \| \| \| \| \| \| \| \| \| \| \| \| \| \| \| \| \| \| \| \| \| \| \| \| \| \| \| 28. Langrave Jorge I de Hesse-Darmstadt \| \| \| \| \| \| \| \| \| \| \| \| \| \| \| \| \| \| \| \| \| \| \| \| \| \| \| \| \| \| \| \| \| \| \| \| \| \| \| \| \| \| \| \| \| \| \| \| \| \| \| \| \| \| 14. Langrave Luis V de Hesse-Darmstadt \| \| \| \| \| \| \| \| \| \| \| \| \| \| \| \| \| \| \| \| \| \| \| \| \| \| \| \| \| \| \| \| \| \| \| \| \| \| \| \| \| \| \| \| \| \| \| \| \| \| \| \| \| \| 29. Duquesa Magdalene de Lippe \| \| \| \| \| \| \| \| \| \| \| \| \| \| \| \| \| \| \| \| \| \| \| \| \| \| \| \| \| \| \| \| \| \| \| \| \| \| \| \| \| \| \| \| \| \| \| \| \| \| \| \| \| \| 7. Princesa Anne Eleonore de Hesse-Darmstadt \| \| \| \| \| \| \| \| \| \| \| \| \| \| \| \| \| \| \| \| \| \| \| \| \| \| \| \| \| \| \| \| \| \| \| \| \| \| \| \| \| \| \| \| \| \| \| \| \| \| \| \| \| \| 30. Magrave Juan Jorge de Brandemburgo (=20) \| \| \| \| \| \| \| \| \| \| \| \| \| \| \| \| \| \| \| \| \| \| \| \| \| \| \| \| \| \| \| \| \| \| \| \| \| \| \| \| \| \| \| \| \| \| \| \| \| \| \| \| \| \| 15. Langravina Magdalene de Brandemburgo \| \| \| \| \| \| \| \| \| \| \| \| \| \| \| \| \| \| \| \| \| \| \| \| \| \| \| \| \| \| \| \| \| \| \| \| \| \| \| \| \| \| \| \| \| \| \| \| \| \| \| \| \| \| 31. Princesa Elisabeth de Anhalt-Zerbst \| \| \| \| \| \| \| \| \| \| \| \| \| \| \| \| \| \| \| \| \| \| \| \| \| \| \| \| \| \| \| \| \| \| \| \| \| \| \| \| \| \| \| \| \| \| \| \| \| \| \| \| |                                                  |  |  |  |  |  |  |  |  |  |  |  |  |  |  |  |
| |                                                  |  |  |  |  |  |  |  |  |  |  |  |  |  |  |  |
| | 16. Rey Christian III de Dinamarca y Noruega     |  |  |  |  |  |  |  |  |  |  |  |  |  |  |  |
| |                                                  |  |  |  |  |  |  |  |  |  |  |  |  |  |  |  |
| |                                                  |  |  |  |  |  |  |  |  |  |  |  |  |  |  |  |
| | 8. Rey Federico II de Dinamarca                  |  |  |  |  |  |  |  |  |  |  |  |  |  |  |  |
| |                                                  |  |  |  |  |  |  |  |  |  |  |  |  |  |  |  |
| |                                                  |  |  |  |  |  |  |  |  |  |  |  |  |  |  |  |
| | 17. Reina Dorothea de Sajonia-Lauenburgo         |  |  |  |  |  |  |  |  |  |  |  |  |  |  |  |
| |                                                  |  |  |  |  |  |  |  |  |  |  |  |  |  |  |  |
| |                                                  |  |  |  |  |  |  |  |  |  |  |  |  |  |  |  |
| | 4. Rey Cristian IV de Dinamarca                  |  |  |  |  |  |  |  |  |  |  |  |  |  |  |  |
| |                                                  |  |  |  |  |  |  |  |  |  |  |  |  |  |  |  |
| |                                                  |  |  |  |  |  |  |  |  |  |  |  |  |  |  |  |
| | 18. Duque Ulrich III, de Mecklenburgo-Güstrow    |  |  |  |  |  |  |  |  |  |  |  |  |  |  |  |
| |                                                  |  |  |  |  |  |  |  |  |  |  |  |  |  |  |  |
| |                                                  |  |  |  |  |  |  |  |  |  |  |  |  |  |  |  |
| | 9. Princesa Sophie de Mecklenburgo-Güstrow       |  |  |  |  |  |  |  |  |  |  |  |  |  |  |  |
| |                                                  |  |  |  |  |  |  |  |  |  |  |  |  |  |  |  |
| |                                                  |  |  |  |  |  |  |  |  |  |  |  |  |  |  |  |
| | 19. Princesa Elizabeth de Dinamarca              |  |  |  |  |  |  |  |  |  |  |  |  |  |  |  |
| |                                                  |  |  |  |  |  |  |  |  |  |  |  |  |  |  |  |
| |                                                  |  |  |  |  |  |  |  |  |  |  |  |  |  |  |  |
| | 2. Rey Federico III de Dinamarca                 |  |  |  |  |  |  |  |  |  |  |  |  |  |  |  |
| |                                                  |  |  |  |  |  |  |  |  |  |  |  |  |  |  |  |
| |                                                  |  |  |  |  |  |  |  |  |  |  |  |  |  |  |  |
| | 20. Elector Juan George de Brandemburgo          |  |  |  |  |  |  |  |  |  |  |  |  |  |  |  |
| |                                                  |  |  |  |  |  |  |  |  |  |  |  |  |  |  |  |
| |                                                  |  |  |  |  |  |  |  |  |  |  |  |  |  |  |  |
| | 10. Elector Joaquin Federico de Brandeburgo      |  |  |  |  |  |  |  |  |  |  |  |  |  |  |  |
| |                                                  |  |  |  |  |  |  |  |  |  |  |  |  |  |  |  |
| |                                                  |  |  |  |  |  |  |  |  |  |  |  |  |  |  |  |
| | 21. Electora Sofía de Liegnitz                   |  |  |  |  |  |  |  |  |  |  |  |  |  |  |  |
| |                                                  |  |  |  |  |  |  |  |  |  |  |  |  |  |  |  |
| |                                                  |  |  |  |  |  |  |  |  |  |  |  |  |  |  |  |
| | 5. Princesa Anne Catherine de Brandemburgo       |  |  |  |  |  |  |  |  |  |  |  |  |  |  |  |
| |                                                  |  |  |  |  |  |  |  |  |  |  |  |  |  |  |  |
| |                                                  |  |  |  |  |  |  |  |  |  |  |  |  |  |  |  |
| | 22. Magrave Juan I de Brandeburgo-Küstrin        |  |  |  |  |  |  |  |  |  |  |  |  |  |  |  |
| |                                                  |  |  |  |  |  |  |  |  |  |  |  |  |  |  |  |
| |                                                  |  |  |  |  |  |  |  |  |  |  |  |  |  |  |  |
| | 11. Electora Catalina de Brandeburgo-Küstrin     |  |  |  |  |  |  |  |  |  |  |  |  |  |  |  |
| |                                                  |  |  |  |  |  |  |  |  |  |  |  |  |  |  |  |
| |                                                  |  |  |  |  |  |  |  |  |  |  |  |  |  |  |  |
| | 23. Princesa Catherine de Brunswick-Wolfenbüttel |  |  |  |  |  |  |  |  |  |  |  |  |  |  |  |
| |                                                  |  |  |  |  |  |  |  |  |  |  |  |  |  |  |  |
| |                                                  |  |  |  |  |  |  |  |  |  |  |  |  |  |  |  |
| | 1. Reina Ulirica Leonor de Suecia                |  |  |  |  |  |  |  |  |  |  |  |  |  |  |  |
| |                                                  |  |  |  |  |  |  |  |  |  |  |  |  |  |  |  |
| |                                                  |  |  |  |  |  |  |  |  |  |  |  |  |  |  |  |
| | 24. Duque Ernesto I de Brunswick-Lüneburg        |  |  |  |  |  |  |  |  |  |  |  |  |  |  |  |
| |                                                  |  |  |  |  |  |  |  |  |  |  |  |  |  |  |  |
| |                                                  |  |  |  |  |  |  |  |  |  |  |  |  |  |  |  |
| | 12. Duque Guillermo de Brunswick-Lüneburgo       |  |  |  |  |  |  |  |  |  |  |  |  |  |  |  |
| |                                                  |  |  |  |  |  |  |  |  |  |  |  |  |  |  |  |
| |                                                  |  |  |  |  |  |  |  |  |  |  |  |  |  |  |  |
| | 25. Princesa Sophie de Mecklenburgo-Güstrow      |  |  |  |  |  |  |  |  |  |  |  |  |  |  |  |
| |                                                  |  |  |  |  |  |  |  |  |  |  |  |  |  |  |  |
| |                                                  |  |  |  |  |  |  |  |  |  |  |  |  |  |  |  |
| | 6. Duque Jorge de Brunswick-Lüneburgo            |  |  |  |  |  |  |  |  |  |  |  |  |  |  |  |
| |                                                  |  |  |  |  |  |  |  |  |  |  |  |  |  |  |  |
| |                                                  |  |  |  |  |  |  |  |  |  |  |  |  |  |  |  |
| | 26. Duque Cristian de Schleswig y Holstein (=16) |  |  |  |  |  |  |  |  |  |  |  |  |  |  |  |
| |                                                  |  |  |  |  |  |  |  |  |  |  |  |  |  |  |  |
| |                                                  |  |  |  |  |  |  |  |  |  |  |  |  |  |  |  |
| | 13. Princesa Dorothea de Dinamarca               |  |  |  |  |  |  |  |  |  |  |  |  |  |  |  |
| |                                                  |  |  |  |  |  |  |  |  |  |  |  |  |  |  |  |
| |                                                  |  |  |  |  |  |  |  |  |  |  |  |  |  |  |  |
| | 27. Princesa Dorothea de Dinamarca (=17)         |  |  |  |  |  |  |  |  |  |  |  |  |  |  |  |
| |                                                  |  |  |  |  |  |  |  |  |  |  |  |  |  |  |  |
| |                                                  |  |  |  |  |  |  |  |  |  |  |  |  |  |  |  |
| | 3. Princesa Sophie Amalie de Brunswick-Lüneburgo |  |  |  |  |  |  |  |  |  |  |  |  |  |  |  |
| |                                                  |  |  |  |  |  |  |  |  |  |  |  |  |  |  |  |
| |                                                  |  |  |  |  |  |  |  |  |  |  |  |  |  |  |  |
| | 28. Langrave Jorge I de Hesse-Darmstadt          |  |  |  |  |  |  |  |  |  |  |  |  |  |  |  |
| |                                                  |  |  |  |  |  |  |  |  |  |  |  |  |  |  |  |
| |                                                  |  |  |  |  |  |  |  |  |  |  |  |  |  |  |  |
| | 14. Langrave Luis V de Hesse-Darmstadt           |  |  |  |  |  |  |  |  |  |  |  |  |  |  |  |
| |                                                  |  |  |  |  |  |  |  |  |  |  |  |  |  |  |  |
| |                                                  |  |  |  |  |  |  |  |  |  |  |  |  |  |  |  |
| | 29. Duquesa Magdalene de Lippe                   |  |  |  |  |  |  |  |  |  |  |  |  |  |  |  |
| |                                                  |  |  |  |  |  |  |  |  |  |  |  |  |  |  |  |
| |                                                  |  |  |  |  |  |  |  |  |  |  |  |  |  |  |  |
| | 7. Princesa Anne Eleonore de Hesse-Darmstadt     |  |  |  |  |  |  |  |  |  |  |  |  |  |  |  |
| |                                                  |  |  |  |  |  |  |  |  |  |  |  |  |  |  |  |
| |                                                  |  |  |  |  |  |  |  |  |  |  |  |  |  |  |  |
| | 30. Magrave Juan Jorge de Brandemburgo (=20)     |  |  |  |  |  |  |  |  |  |  |  |  |  |  |  |
| |                                                  |  |  |  |  |  |  |  |  |  |  |  |  |  |  |  |
| |                                                  |  |  |  |  |  |  |  |  |  |  |  |  |  |  |  |
| | 15. Langravina Magdalene de Brandemburgo         |  |  |  |  |  |  |  |  |  |  |  |  |  |  |  |
| |                                                  |  |  |  |  |  |  |  |  |  |  |  |  |  |  |  |
| |                                                  |  |  |  |  |  |  |  |  |  |  |  |  |  |  |  |
| | 31. Princesa Elisabeth de Anhalt-Zerbst          |  |  |  |  |  |  |  |  |  |  |  |  |  |  |  |
| |                                                  |  |  |  |  |  |  |  |  |  |  |  |  |  |  |  |
| |                                                  |  |  |  |  |  |  |  |  |  |  |  |  |  |  |  |

| Predecesora: Eduvigis Leonor de Holstein-Gottorp | Reina Consorte de Suecia 1680-1693 | Sucesora: Ulrica Leonor de Suecia |